# The Speed Maniac
The Speed Maniac is een Amerikaanse western uit 1919. De stomme film is verloren gegaan. De werktitel voor deze film was High Speed. In Nederland werd voor deze westernfilm zowel de titel De leeuw van Silverfoot als De snelheidsmaniak gebruikt.
Enkele scènes zijn opgenomen in het Soldier's Home in Santa Monica en in Elysian Park in Los Angeles. Veteranen uit de Amerikaanse Burgeroorlog zouden volgens nieuwsberichten uit die tijd in de film hebben gefigureerd.

## Verhaal
Billy Porter (Tom Mix) verkoopt zijn ranch en reist naar San Francisco om het te gaan maken in de zakenwereld. Maar hij heeft nog maar nauwelijks een voet van de veerboot gezet als hij wordt aangesproken door een jonge krantenbezorger (Georgie Stone) en zijn vader, bokser 'Knockout' McClusky (Lee Shumway). Porter helpt Knockout met trainen voor zijn volgende match, maar de tegenpartij geeft de bokser doping in de hoop dat het geld naar hen gaat. Om te voorkomen dat dit gebeurt, besluit Porter zelf in de ring plaats te nemen en hij wint de wedstrijd. Daarnaast ontmoet Porter zijn vader voor het eerst en doet hij mee aan een autorace. Ook deze wint hij. Via enkele stunts op zijn paard maakt hij indruk op Pearl Matthews (Eva Novak), de vrouw op wie hij een oogje heeft.

## Rolverdeling
| Acteur              | Personage                 |
| ------------------- | ------------------------- |
| Tom Mix             | Billy Porter              |
| Eva Novak           | Pearl Matthews            |
| Charles K. French   | John B. Prescott          |
| Hayward Mack        | Philip Malcolm            |
| Lee Shumway         | 'Knockout' McClusky       |
| Helen Wright        | Mary                      |
| Jack Curtis         | Red Meegan                |
| Georgie Stone       | McClusky                  |
| George Hackathorn   | Tom Matthews              |
| Charles Hill Mailes | John Matthews             |
| Ernest Shield       | Cigarette Keefe           |
| Buck Jones          | (onvermeld in aftiteling) |